# Eric Whitacre

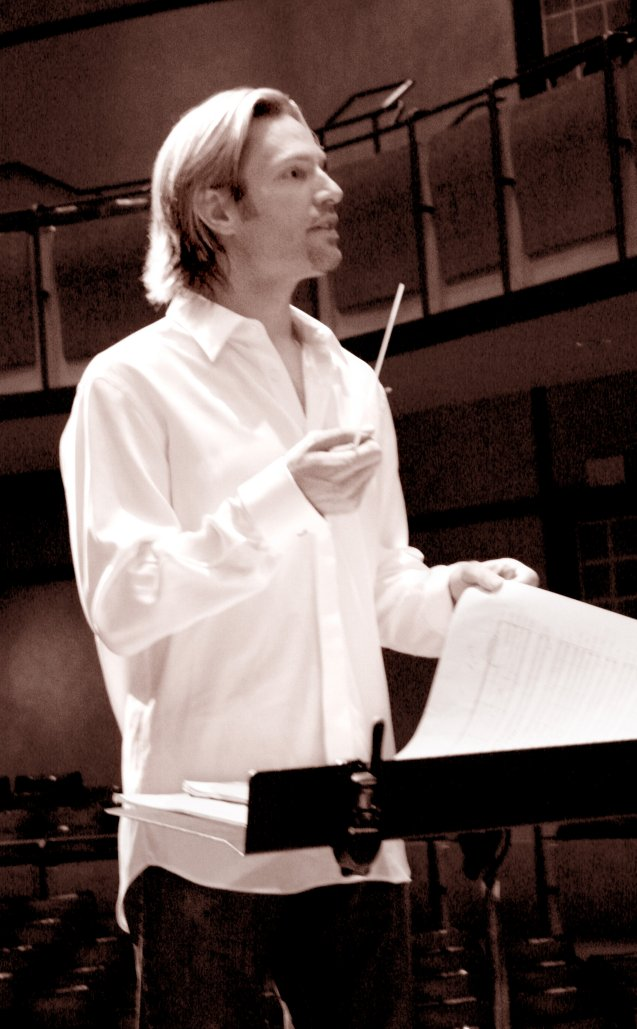
Eric Whitacre (2007)

Eric Whitacre (* 2. Januar 1970 in Reno, Nevada) ist ein US-amerikanischer Komponist und Dirigent. Er komponiert für Chöre, Blasorchester und elektronische Musik.
Whitacres Kompositionsstil kann wie auch derjenige Morten Lauridsens als „neo-impressionistisch“ bezeichnet werden.

## Leben
Mit 18 begann Whitacre im Chor seines Colleges zu singen. Er studierte Komposition und Chorleitung an der University of Nevada in Las Vegas, wo er Cloudburst und weitere Stücke für Chor und für Blasorchester schrieb. Whitacre erwarb den Master in Musik an der Juilliard School of Music in New York City.
Weltweit bekannt wurde er durch seine Arbeit mit virtuellen Chören, deren chorale Gemeinschaft per Internet hergestellt wird. Zu ihren Stücken zählen u. a. Lux Aurumque und Sleep, die aus Videos von Internetnutzern zusammengesetzt wurden.
Whitacre komponierte zusammen mit Hans Zimmer das Stück Mermaids und dirigierte einen Teil der Chorpassagen der Musik für den Film Pirates of the Caribbean – Fremde Gezeiten.
Eric Whitacre war mit der Sopranistin Hila Plitmann verheiratet, hat einen Sohn und lebte mit seiner Familie in London. Die Ehe wurde 2018 in Los Angeles geschieden.
Whitacre ist (zusammen mit Steven Bryant, Jonathan Newman und Jim Bonney) Gründungsmitglied der Komponistenvereinigung BCM International.
Der Asteroid (198971) Whitacre wurde 2025 nach ihm benannt.

## Werke (Auswahl)

### Blasorchester
- Equus
- Ghost Train Triptychon
  - Ghost Train
  - At the Station
  - Motive Revolution
- Godzilla Eats Las Vegas!
- Noisy Wheels of Joy
- October
- Sleep (Transkription)
- Lux Aurumque (Transkription)
- Cloudburst (Transkription)
- Winter (Transkription)
- Libertas Imperio (Aus Paradise Lost: Shadows and Wings)

### Chor
- Animal Crackers, Volume 1 (nach Gedichten von Ogden Nash)
  - The Panther
  - The Cow
  - The Firefly
- Animal Crackers, Volume 2 (nach Gedichten von Ogden Nash)
  - The Canary
  - The Eel
  - The Kangaroo
- A Boy and A Girl (nach einem Gedicht von Octavio Paz)
- Cloudburst (nach einem Gedicht von Octavio Paz)
- Five Hebrew Love Songs (nach einem Gedicht von Hila Plitmann)
  - Temuna
  - Kala Kalla (Light Bride)
  - Larov (Mostly)
  - Eyze Sheleg! (What snow!)
  - Rakut (Tenderness)
- Her Sacred Spirit Soars (nach einem Gedicht von Charles Anthony Silvestri)
- Leonardo Dreams of His Flying Machine (nach einem Libretto von Charles Anthony Silvestri)
- Little Birds (nach einem Gedicht von Octavio Paz)
- little tree (nach einem Gedicht von E. E. Cummings)
- Lux Aurumque (nach einem Gedicht von Edward Esch, ins Lateinische übersetzt von Charles Anthony Silvestri)
- Nox Aurumque (nach einem Gedicht von Charles Anthony Silvestri)
- She Weeps Over Rahoon (nach einem Gedicht von James Joyce)
- Sleep
- The Seal Lullaby (nach einem Gedicht von Rudyard Kipling)
- The Stolen Child (nach einem Gedicht von William Butler Yeats)
- This Marriage (nach einem Gedicht von Dschalal ad-Din ar-Rumi)
- Three Flower Songs
  - I Hide Myself (nach einem Gedicht von Emily Dickinson)
  - With a Lily in Your Hand (nach einem Gedicht von Federico García Lorca)
  - Go, Lovely Rose (nach einem Gedicht von Edmund Waller)
- Three Songs of Faith (nach Gedichten von E. E. Cummings)
  - i will wade out
  - hope, faith, life, love
  - i thank You God for most this amazing day
- When David Heard (nach 2 Sam 18,33 KJV/19,1 [Verszählung hängt von der jeweiligen Bibelübersetzung ab])
- Water Night (nach einem Gedicht von Octavio Paz)
- Winter (nach einem Gedicht von Edward Esch)

### Streicherensemble
- Lux Aurumque
- Water Night
- A Boy and A Girl
- October

### Theater
- Paradise Lost: Shadows and Wings

### Filmmusik
- Mermaids (Soundtrack zu Pirates of the Caribbean – Fremde Gezeiten)